# Ste-Lucie (Metz)

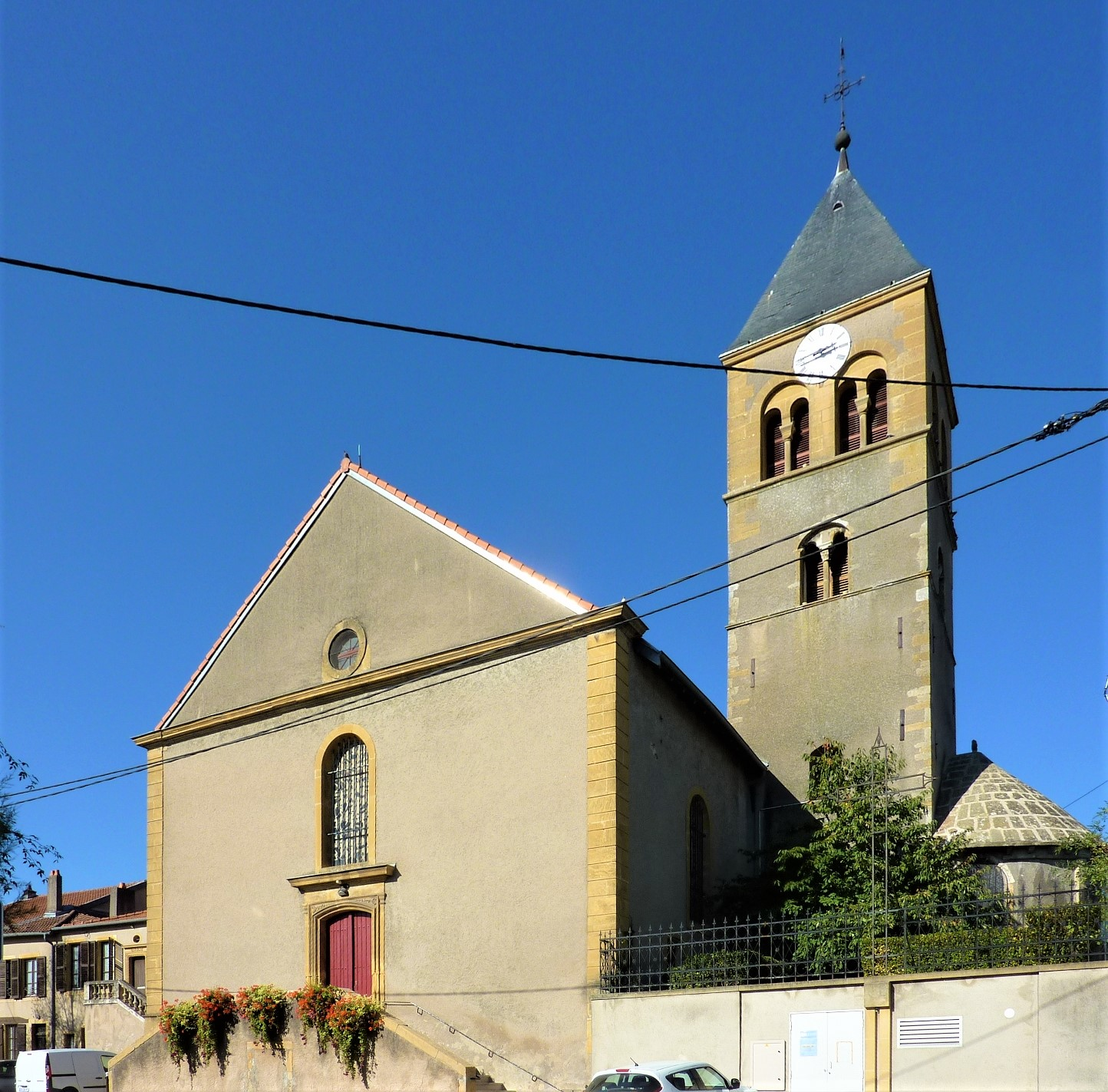
Ste-Lucie

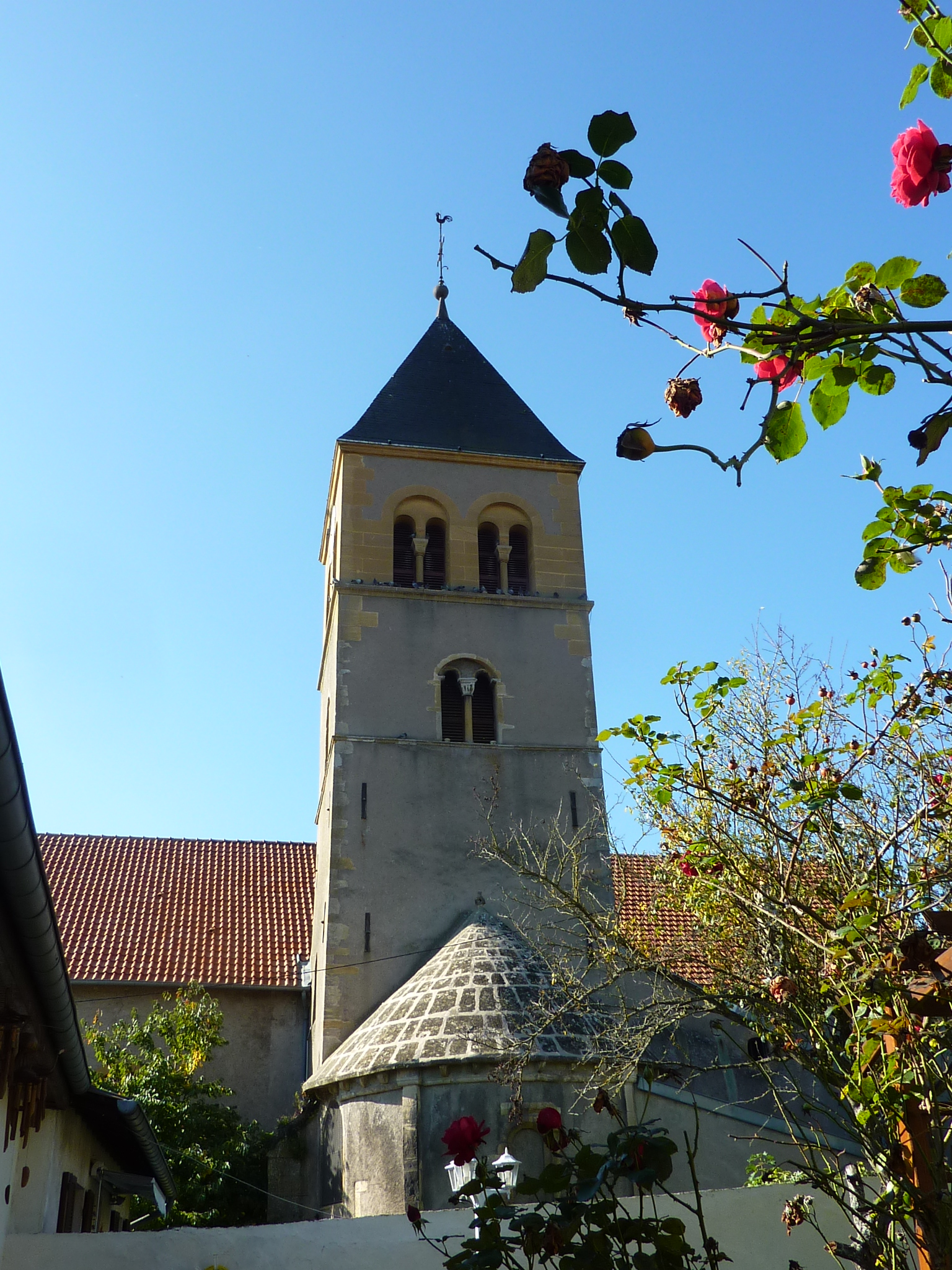
Chorturm mit Apsis

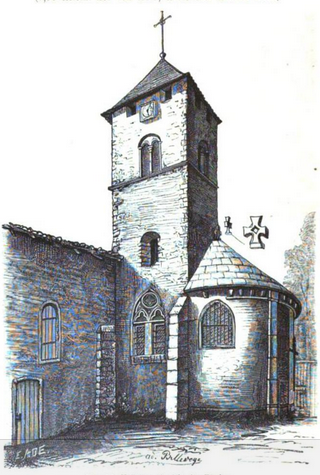
Zeichnung von Chorturm und Apsis aus dem 19. Jahrhundert

Die römisch-katholische Kirche Ste-Lucie befindet sich in Vallières, einem Ortsteil von Metz im Departement Moselle in Frankreich. Sie ist seit 1991 als Baudenkmal (Monument historique) klassifiziert.

## Geschichte
Von der ursprünglich romanischen Kirche Ste-Lucie hat sich nur der Chorturm aus dem 12. Jahrhundert mit Halbkreisapsis erhalten, die in der Turmhalle eine gotische Arkatur aufweist, die mit der Jahreszahl 1496 bezeichnet ist.
Das romanische Langhaus der Kirche wurde 1759 abgebrochen und durch einen Neubau ersetzt. Dabei wurde die traditionelle Ostung der Kirche aufgegeben. Der neue Chor wurde nach Norden ausgerichtet. Der ehemalige Turmchor befindet sich heute als Seitenkapelle in der Mitte des Langhauses im Osten.